# Zhenglan
Zhenglan är ett mongoliskt baner som lyder under förbundet Xilingol i den autonoma regionen Inre Mongoliet i nordvästra Kina.
Ruinerna efter Mongolväldet och Yuandynastins sommarhuvudstad Xanadu ligger i Zhenglan 20 km nordost om centralorten.